# 宗教的進化起源
宗教的进化起源是与进化心理学、语言的起源和神话以及宗教人类学等跨文化的研究領域。比較關注的话题包括原始宗教、旧石器时代的宗教行为证据以及猿行为相似性。 

## 非人类的宗教行为
人类最接近的物種是黑猩猩和倭黑猩猩。这些灵长类动物与六千八百万年前的人类有着共同的祖先。因此，黑猩猩和倭黑猩猩被视为该共同祖先的最佳替代品。芭芭拉·金称，尽管非人类灵长类动物沒有宗教，但它们确实表现出具備宗教所需要的特征，这些特征对于宗教的发展必不可少。这些特征包括高智商、具有符号交流的能力、社会规范、实现连续性的“ 自我”。 人们认为使用葬礼是宗教活动的证据，而在古時尼安德特人就為他們的死者舉行了土葬。雖然沒有證據證明在人类达到行为现代性之前宗教在人类文化已经存在，但從尼安德特人创造了石洞壁畫來看，这是一种象征性思维的方式，可与宗教思想所需要的能力相提并论。
大象在死者身上亦有相關的宗教仪式，包括在死亡时长时间的沉默和哀悼，以及返回坟墓和抚育遗体的过程。   一些证据表明，许多物种对死亡和损失感到悲伤。 

## 人类宗教的相关先决条件

### 大脑增大
在这套理论中，宗教思想是大脑的一个结果，大脑足够大以形成宗教和哲学思想。在人类演化過程中，原始人脑擴張了两倍，在500,000年前達到高峰。大脑大部分扩张在新皮层。這與大脑新皮层负责复杂现象（例如感知、思想、语言、注意力、情景记忆和自发运动）背后的神经计算有關。根据邓巴數，任何物种的新皮层与特定物种的社会复杂程度有关。新皮质的大小与许多社会亦变量相关，包括社会群体、交配行为的复杂性。 在黑猩猩中，新皮层占据大脑的50％；而在现代人类中，它占据大脑的80％。 
罗宾·邓巴认为，新皮质进化的关键事件发生在大约500,000年前的物种形成的早期智人。他的研究表明，在物种形成事件后，新皮层才能足以处理语言、宗教等复杂的社会现象。 该研究基于对新皮层大小的迴归分析，该分析针对居住和灭绝的人类的许多社会行为绘制。 
斯蒂芬·杰伊·古尔德认为，宗教可能是由于进化而发展起来的。进化有利于大脑，它可作为巩固猎人之间群体凝聚力的一种手段，因为大脑可以反思人身死亡的必然性。

### 工具使用
刘易斯·沃尔珀特认为，使用工具需要产生因果概念，並且在概念中產生重要的作用。制造复杂的工具之前，需要创建一个不存在的心理图像。此外，還必须了解如何使用该工具，这需要了解因果关系。因此，石材工具的复杂程度是具備因果概念的重要證明。Wolpert主张使用由多个组件组成的工具（例如手轴）代表理解因果关系的能力。 但是，最近对其他灵长类动物的研究表明，因果关系可能不是人类特有的特征。例如，黑猩猩会在多个闩锁封闭的笔中逃脱。 众所周知，黑猩猩会哀悼死者，并注意到只有具備审美觀才能有价值的事物，例如夕阳。这两种事物都可以视为宗教和灵性的组成部分。人类和黑猩猩对因果关系的理解只是程度之分。 动物的理解程度取决于前额叶皮层的大小：前额叶皮层的大小越大，理解就越深。  

### 语言发展
宗教需要一种符号交流系统（例如语言），从一个人传到另一个人。菲利普·利伯曼（Philip Lieberman）说：“人类的宗教思想和道德观念显然建立在认知语言的基础上”。  从这个前提的科学作家尼古拉斯·韦德 （ Nicholas Wade）说： 
“与全世界社会上发现的大多数行为一样，宗教一定是在五万年前从非洲扩散之前的祖先人口中已经存在。 尽管宗教仪式通常涉及舞蹈和音乐，但它们也非常接近，因为必须陈述神圣的真理。如果是这样，宗教至少以现代形式，不能早于语言的出现。 早先有人争辩说，语言在非洲外逃之前不久就达到了现代状态。 如果宗教必须等待表达语言的发展，那么它也将在5万年前出现。”
另一种观点将个人宗教信仰与集体宗教信仰区分开来。 尽管前者不需要事先开发语言，但后者则需要。人的个人大脑必须解释一种现象才能理解并与之相关。迄今为止，这种活动早于语言的出现，并可能是造成这种情况的原因。 从理论上讲，对超自然的信仰源于个人解释自然现象而随意假设出來的，而自然现象是无法用其他方式解释的。 与他人共享个人假设的需求最终导致了集体宗教信仰。 社会认可這種假设時就會在社会制度的支持下成为教条主义。 

### 道德与群体生活
弗兰斯•德瓦尔和芭芭拉•金都认为人类道德源于灵长类动物社会。尽管道德意识可能是人类独特的特征，但众所周知许多社会动物，例如灵长类动物：海豚和鲸鱼都表现出道德前的情感。根据迈克尔·舍默的研究，人类和其他社交动物（尤其是大猿猴）具有以下特征： 
attachment and bonding, cooperation and mutual aid, sympathy and empathy, direct and indirect reciprocity, altruism and reciprocal altruism, conflict resolution and peacemaking, deception and deception detection, community concern and caring about what others think about you, and awareness of and response to the social rules of the group.
De Waal认为，所有社交动物都必须受到约束或改变其行为，以使集体生活变得有价值。在灵长类动物社会中，道德情感是作为抑制个人自私并建立更多合作团体的一种方法而发展的。对于社会物种而言，成为利他主义团体的成员所带来的好处应大于个人主义。例如，缺乏团队凝聚力会使个人更容易受到外界攻击，成为团体的一员也可以增加寻找食物的机会。 这在成群捕猎以击倒大型或危险猎物的动物中則更為明显。 
所有的社会动物都有等级制的社会，每个成员都知道自己的位置。社会秩序是由社會制度所维护的，具支配地位的成员通过惩罚来强制實施1秩序。但是，高阶灵长类动物也具有公平感。在2008年的一项研究中，de Waal及其同事将两只卷尾猴并排放置，并给他们完成了一个简单的任务：将一块岩石交给实验者，然後给他们黄瓜作为执行任务的奖励，而猴子则必须这样做，沒有任何獎勵。 但是，如果其中一只猴子得到了葡萄，就会发生一些有趣的事情：在收到第一片黄瓜之后，卷尾猴就给了实验者了预期的岩石。 但是，看到另一只猴子得到了葡萄，卷尾猴就扔掉了下一个送给他的黄瓜。 
黑猩猩生活在裂变融合群体中，當中平均有50个人。人类的祖先很可能生活在相似规模的群体中。根据现存的狩猎采集社会的规模，最近的旧石器时代的原始人生活在几百个人的團队中。 随着社区规模在人类进化过程中增加，将需要加强执法以实现群体凝聚力。在社会控制，解决冲突和群体团结的一种手段下，道德可能已经在这100至200人的團队中发展。德瓦尔博士认为，人类道德具有灵长类动物社会所没有的两个额外的复杂性。人类通过奖励、惩罚和声誉建立来更加严格地执行其社会的道德准则。人类还运用了判断力和理性，而这种判断力和理性是动物界所没有的。 
心理学家马特·J·罗萨诺（Matt J. Rossano）认为，宗教是在道德之后出现的，并通过扩大对个人行为的社会审查以包括超自然行为者而建立在道德之上。通过在社会领域中加入守護的祖先、精神和神灵，人类由此发现了一种有效的策略，可以抑制自私并建立更多的合作团体。宗教的价值更提高群体生存率。罗萨诺在这里指的是集体宗教信仰和将道德制度化的社会制裁。根据罗萨诺的觀點，个人宗教信仰因此从本质上说是认识论的，而不是道德的。 

## 宗教进化心理学
认知科学家强调，宗教可以作为早期开发大腦結構的结果来解释人类种群，同時證明生命演化歷程。但是，在推动宗教思想发展的确切机制上存在分歧。两种主要的思想流派认为，要么宗教由于自然选择而进化并具有选择优势，要么宗教是其他心理适应的进化副产品。 古尔德認為，宗教是一个扩展适应或副產品。换句话说，宗教是因心理防衛机制进化而成的副产品。  
这样的机制包括推断可能有害的生物存在（媒介物检测）、针对自然事件提出因果叙事的能力（原因論）以及认识到其他人有自己的想法的能力。他们具備自己的信念、欲望和心智理论，这三种使人类能够推測到许多自然界的結論。例如，雷声、闪电、行星运动、生活复杂性。  集体宗教信仰的出现将人們确定为标准化的神灵。 
一些学者提出，宗教在基因上已本能地連接到人类的境况中。一个較有争议的提议為上帝基因假说，這假說指出特定基因的某些变体，即VMAT2基因。這些基因易具備灵性。 
另一种观点是基于三重脑假說的概念：爬虫类大脑、边缘系统和新皮层，这是保罗·麦克林提出的。 集体宗教信仰吸收了爱、恐惧和群居的情感，并通过社会生物学条件和社会制裁使宗教根深柢固。个人宗教信仰則基于新大脑皮层的理性，通常不同于集体宗教。人類的边缘系统在进化方面比新皮质要慢得多，因此，相比爬蟲類的邊緣系統和新皮層都強得多。 
还有一种观点认为，参加宗教活动的人的行为会使他们感觉更好，从而提高他们的生活質素，因此有一种选择促進了人們愿意信仰宗教。具体而言，宗教团体的典型仪式、信仰和社会交往可能有助于思想平静（例如，通过减少因复杂性引起的歧义和不确定性），并使其在压力下降從而能更好地发挥作用。  这将使鞏固了宗教的存在，特别是在促进戰爭的演变中，如果这是事实，那么这可能就是为什么许多现代宗教倾向于促进生育和維持家庭 。 
普雷维奇提出的另一种观点是，人类宗教是大脑中多巴胺功能的增强和大约8万年前开始全面智力扩展的产物。多巴胺促进了对遥远空间和时间的重视，这对于建立宗教经验更為重要。  最早的薩滿洞穴繪畫可以追溯到40千年前左右，而用赭石進行岩石藝術創作則早於此，並且在南非80千年前沿岸有清晰的抽象思維證據。

## 宗教的史前证据
人类宗教的成型确切时间仍然未知，但是进化考古学的研究显示了旧石器时代中期（45-20 万年前）宗教和礼仪行为的可靠证据。

### 旧石器时代的墓葬
宗教思想的最早证据是基于对死者的仪式处理，然而，大多数动物对自己的物种死亡只表现出偶然的兴趣。 因此，葬礼代表了人类行为的重大变化。 葬礼代表对生死的意识和对来世的信仰。菲利普·利伯曼（Philip Lieberman）表示：“用坟墓葬礼显然表明宗教习俗和对超越日常生活的死者的关注。”
最早葬禮的证据来自西班牙的阿塔普尔卡。在这个位置的一个坑中发现了30个人的骨头，这些人被认为是海德堡人。 具爭議的是尼安德特人也是首批故意埋葬死者的原始人。他们可能将尸体与石器和动物骨头一起放入了浅埋的坟墓中。这些陪葬品表明了与死者的情感联系，并可能是对来世的信仰。 尼安德特人的埋葬地点包括伊拉克的Shanidar和克罗地亚的克拉皮纳和以色列的Kebara Cave。
已知的最早的现代人类葬礼是来自以色列卡夫澤的一个山洞，人体遗骸的历史可追溯到100,000年前。當中发现人的骨骼上染有赭色。除此以外，在墓地中亦发现了各种坟墓，其中发现一只野猪的下颌骨放在其中一个骨骼的怀抱中。  菲利普·利伯曼说： 
“大約十萬年前，從非洲移民到中東的原始人發明了貝備現代解剖學意義的埋葬墳墓的葬禮。” 
马特·罗萨诺（Matt Rossano）提出，人类从黎凡特遷移到非洲之后，80,000年前至60,000年前之间的时期是宗教发展的关键时期。 

### 象征主义的运用
在宗教中，使用象征主义是一种普遍存在的现象。考古学家史蒂文·米森认为，宗教习俗通常涉及创造图像和符号来代表超自然的生物和思想。由于超自然生物违反了自然世界的原理，因此始终难以与他人交流和共享超自然概念。通过将这些超自然生物以表现形式锚定在物质形式中，可以克服这个问题。当转化为物质形式时，超自然的概念变得更易于交流和理解。 由于艺术和宗教之间的联系，化石记录中象征主义的证据表明人们具有宗教思想的能力。艺术和象征主义展示了建构宗教思想所必需的抽象思想和想象力。温特尔·范·休斯汀指出，通过象征主义对不可见事物的翻译使早期人类祖先能够抽象地持有信仰。 
一些象征性行为的最早证据与非洲中石器时代遗址有关。 至少从100,000年前开始，就有使用诸如赭色之类的证据。颜料对猎人收集者几乎没有实际用途，因此，可将其使用作证据解释为具有象征性或出于仪式而使用。在世界各地现存的狩猎采集者中，赭色仍被广泛使用于仪式。在人类文化中，红色代表血液、性别、生命和死亡是相當普遍的。 
人们经常批评使用赭色作为象征意义的代表為太间接了。理查德·克莱因和史蒂芬·米森等一些科学家仅将明确的艺术形式视为抽象思想的代表。上古石器时代的洞穴艺术为古石器时代的宗教思想提供了一些最明确的证据。如肖維岩洞洞穴壁画描绘的是半人类半动物的生物。 

### 有组织的宗教的起源
| 几年前         | 社会类型 | 个人人数           |
| -------------- | -------- | ------------------ |
| 100,000–10,000 | 團隊     | 10s至100s          |
| 10,000–5,000   | 部族     | 100s–1,000s        |
| 5,000–3,000    | 酋长国   | 1,000s–10,000s     |
| 3,000–1,000    | 洲       | 10,000s–100,000s   |
| 2,000 * –现在  | 帝国     | 100,000–1,000,000s |

有组织的宗教起源于11,000年前在近东开始的新石器革命 ，但可能只在世界其他几个地方独立发生。农业的发明使许多人类社会从一种以狩猎採集生活方式转变为一种久坐生活方式。新石器革命的結果包括人口爆炸和技术发展步伐的加快。从觅食團隊到州和帝国的过渡產生了更加专业化的宗教形式，反映了新的社会和政治环境。 尽管團隊和小部落拥有超自然的信仰，但这些信仰无助于证明中央权威、证明财富转移或维持无关个人之间的和平。有组织的宗教作为一种方式提供社会和经济稳定的手段而出现： 
- 为中央政府辩护，而中央政府又有权收取税款，以换取提供社会和安全服务的权利。
- 團隊和部落由少数相关个人组成。但是，州和国家由成千上万无关的人组成。贾里德·戴蒙德辩称，有组织的宗教有助于在不相关的个人之间建立纽带，否则他们将更容易产生仇恨。 在他的《枪支，细菌和钢铁》一书中，他认为猎人采集社会中主要的死亡原因是谋杀。 [40]
- 围绕道德化神灵进行的宗教活动可能促进了相互独立的大型合作团体的兴起。[41]

如古埃及和美索不达米亚的新石器革命脱胎于原始，這是神权与酋长、国王和皇帝的政治和精神领袖的双重角色。人类学家发现，实际上来自世界各地的所有国家社会和首领都透过神圣的权威來擁護政治擁力，这表明政治权威都选择了以集体宗教信仰来支持自己。 

### 写作发明
新石器时代革命之后，由于5,000年前發明了写作，文化演变的步伐加快了。文字符号的出現使思想能更有效交流。在一千多年前更发明了的印刷技术，使交流的速度成倍增长。并成为文化发展的主要动力。人们认为书写發明最早是在Sumeria或古埃及，最初用于计算。不久之后，写作被用来记录神话。這就是最初的宗教文本，标志着宗教史的开始。 来自古埃及的金字塔文字就被認為是世界上最古老的宗教文字之一，其历史可追溯到公元前2400年至2300年。   写作在传播有组织的宗教中发挥了重要作用。在文字前的社会中，宗教思想是基于口头传统，其内容是由萨满教徒傳达的，但仅限于社会居民的集体记忆。随着写作的出現，不容易记住的信息可以轻松地保存在神职人员中，以作维护的神圣文本。人类可以通过书写来储存和处理大量信息，否则这些信息将被遗忘。因此，写作使宗教能够发展连贯而具備全面的教义系统，而这些教义系统亦不受时间和地点所影响。 写作也为人类知识带来了客观性，用言语表达思想後可進行確認，並使思想流通及修訂成普遍可接受的教義。這些普遍接受的想法和教義則成為了客观的知识，反映了人类对现实不断突破框架，卡尔·波普尔將其称之为“普遍性”，这是人类走向真相的一个阶段。 

## 參看
- 宗教學
- 人類學
- 宗教
- 舊石器時代
- 歷史
- 宗教史